# Oestophora barbula
Oestophora barbula é uma espécie de pequeno gastrópode terrestre da família Trissexodontidae, encontrada na Península Ibérica, arquipélago dos Açores e Região Autónoma da Madeira. Foi classificada por Rossmässler, em 1838.

## Descrição da concha e hábitos
Esta espécie apresenta concha lenticular, circular quando vista por cima ou por baixo e de dimensões reduzidas a menos de dois centímetros quando desenvolvida. São caracterizadas por sua superfície dotada de relevo em finas estrias radiais aparentes, espiral baixa, umbílico circular e profundo, lábio externo levemente expandido, apresentando duas calosidades dentiformes na região basal. A coloração da concha é acastanhada.
É a mais comum espécie do gênero Oestophora, mostrando predileção por locais úmidos e sombreados em áreas de troncos caídos, bancos, biótipos ruderais e terras de cultivo, sendo freqüentemente encontrada em matagal com espécies de Cistus, associadas ou não a florestas de Azinheira e Sobreiro, com baixa cobertura herbácea. É fácil encontrá-la debaixo de pedras ou árvores caídas e em buracos nas paredes.

## Distribuição geográfica
Oestophora barbula é uma espécie europeia, ocupando a sua porção oeste, na Península Ibérica, região oeste da Espanha e em Portugal. Também ocorrendo no arquipélago dos Açores e Região Autónoma da Madeira.